# Ctenochasmatidae
De Ctenochasmatidae zijn een groep uitgestorven pterosauriërs behorend tot de Pterodactyloidea.
In 1928 benoemde Franz Nopcsa een familie Ctenochasmatidae om Ctenochasma een plaats te geven.
In 2003 gaf Alexander Kellner een exacte definitie als klade, monofyletische afstammingsgroep: de groep bestaande uit de laatste gemeenschappelijke voorouder van Ctenochasma en Pterodaustro en al zijn afstammelingen. Als synapomorfieën, gedeelde nieuwe eigenschappen, gaf Kellner: enorme verlenging van de snuit tot meer dan 60% van de schedellengte; het bezit van een groot aantal, meer dan 150 tanden, die als een zeef dienen.
Volgens David Unwin, die een identieke definitie hanteert, zijn de Ctenochasmatidae zeer nauw verwant aan Pterodactylus binnen de Ctenochasmatoidea; over deze verwantschap heeft Kellner echter twijfels: hij ziet ze als een zustertaxon van de klade die Gallodactylus en Cycnorhamphus omvat: de Gallodactylidae. Unwin meent ook dat de groep twee deelgroepen kent: de Ctenochasmatinae en de Gnathosaurinae. De soorten die hij aan de laatste deelgroep toekent vallen echter in de analyses van Kellner en Brian Andres net buiten de Ctenochasmatidae. Wel behoren volgens de laatste Beipiaopterus, Eosipterus en Gegepterus tot de groep.
De bekende soorten sensu Kellner hebben een levenswijze als filteraars van kleine kreefachtigen, waarvoor ze de tandenzeef hebben. Ze komen voor van het Laat-Jura (Tithonien) tot het Vroeg-Krijt (Albien).